# Germarostes sticticus
Germarostes sticticus är en skalbaggsart som beskrevs av Wilhelm Ferdinand Erichson 1843. Germarostes sticticus ingår i släktet Germarostes och familjen Hybosoridae. Inga underarter finns listade i Catalogue of Life.